# Truffe de Ventadour
La truffe de Ventadour est un fromage de chèvre français originaire de la commune de Moustier-Ventadour et des environs. Il a la forme d'une grosse truffe d'environ 8 cm de diamètre pour 6 cm de hauteur.

## Galerie

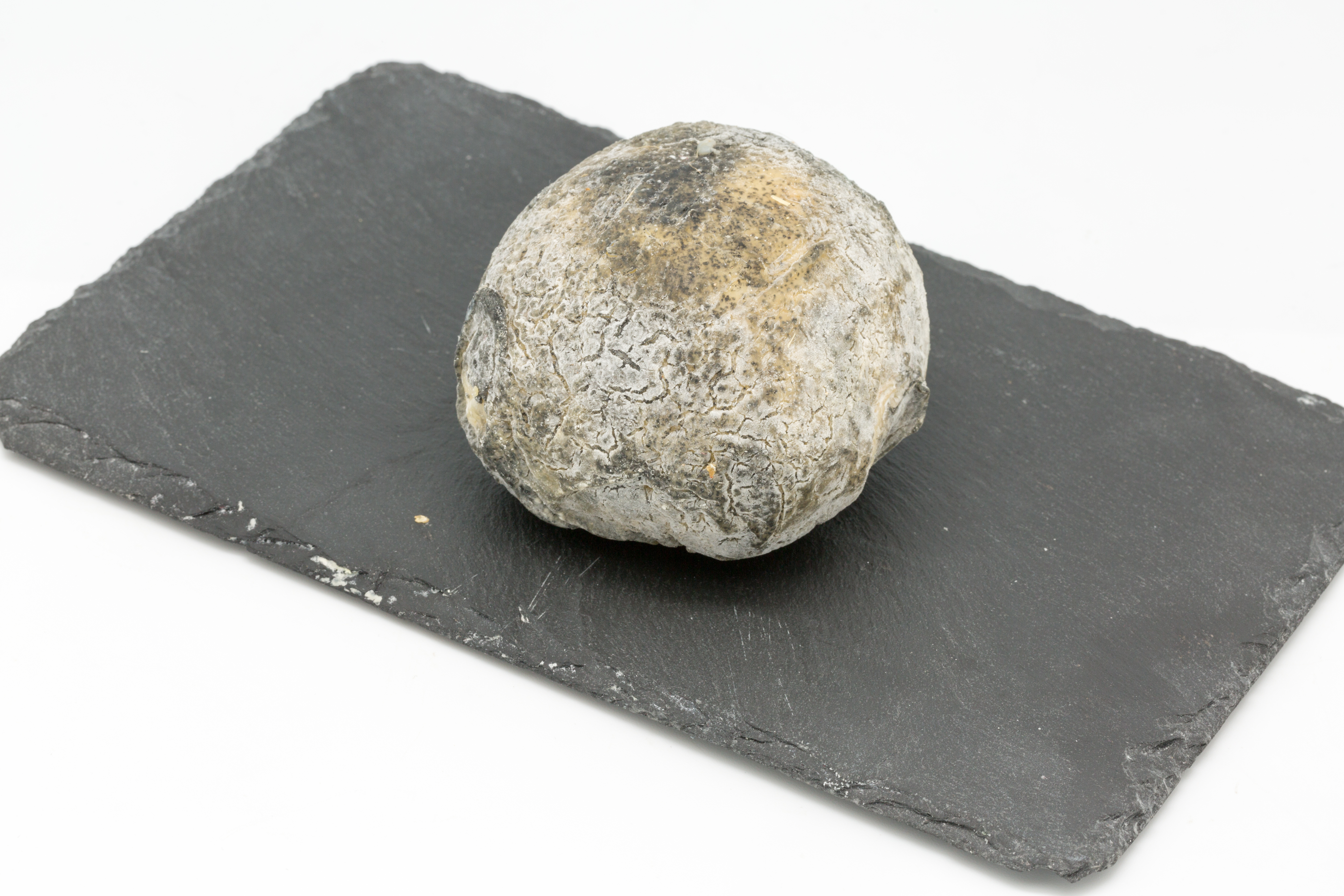
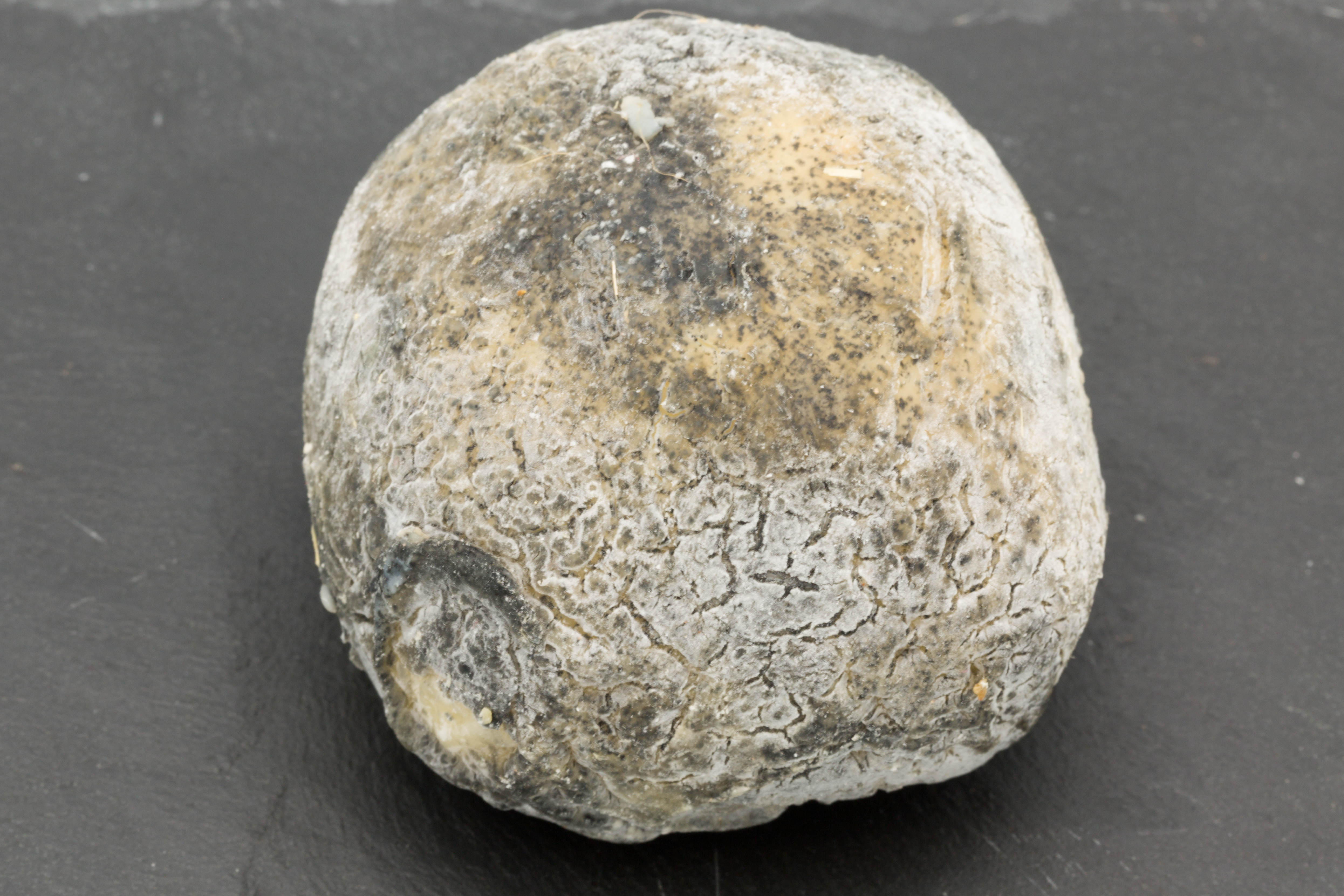
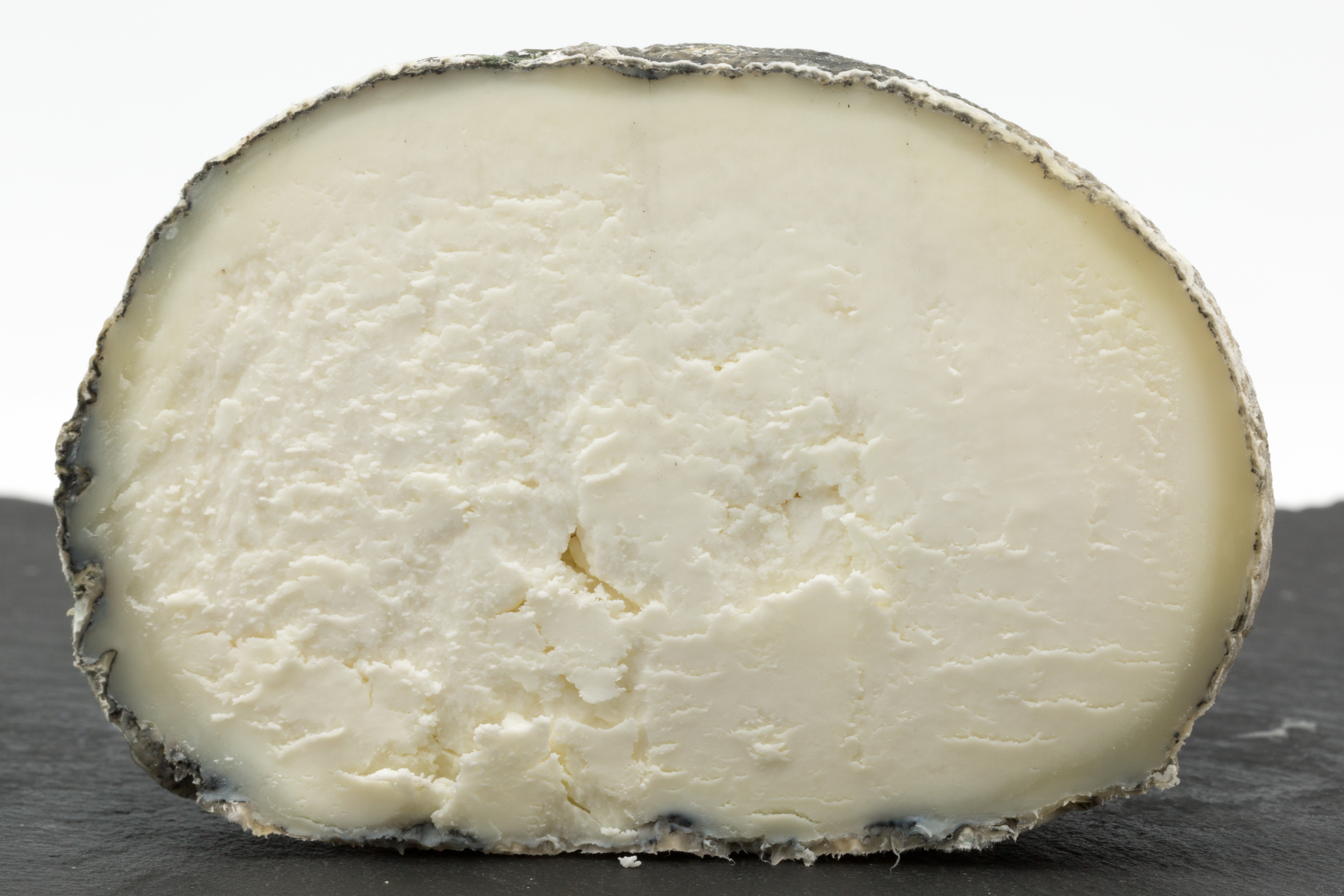
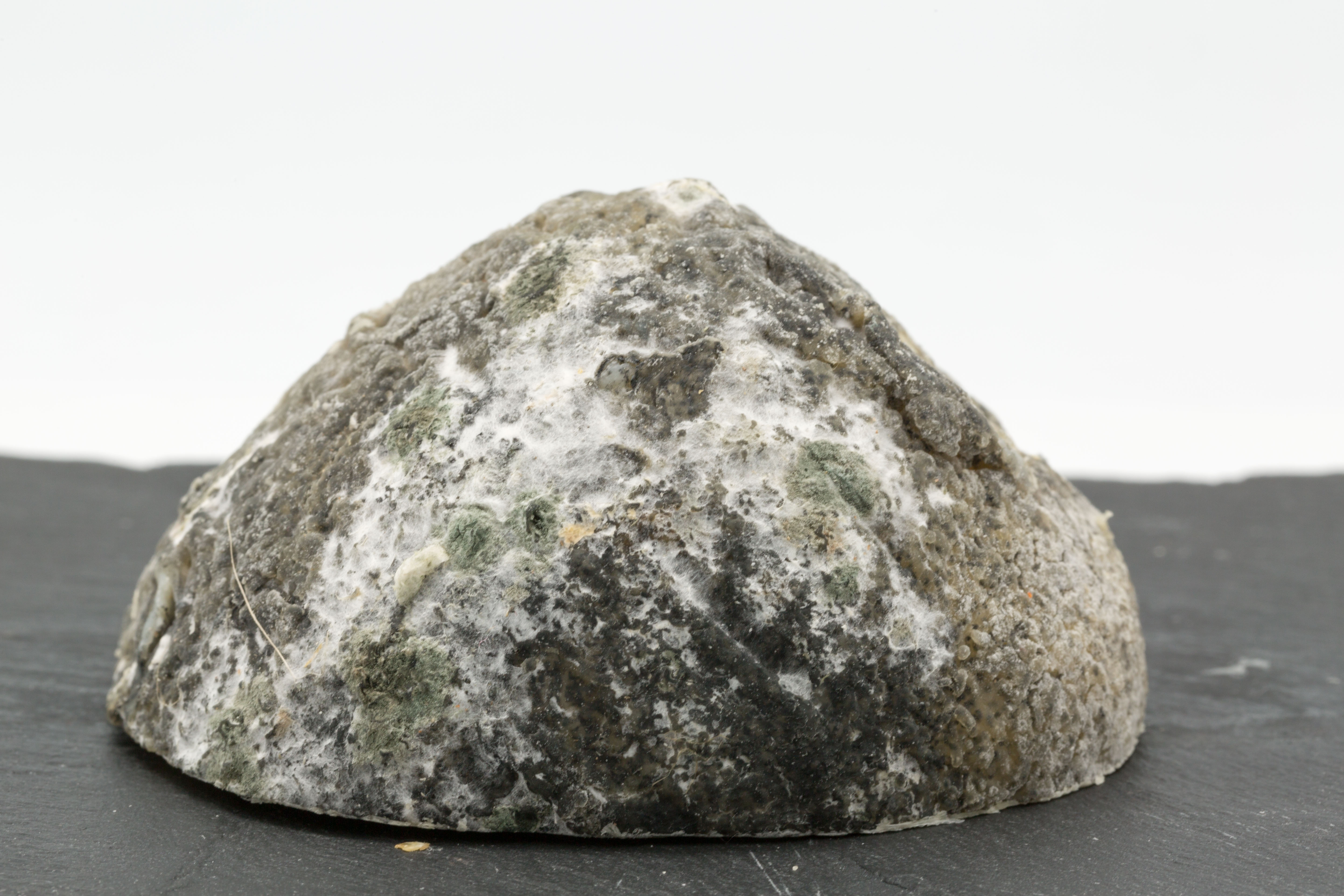